# Jesús Monllaó i Plana
Jesús Monllaó i Plana (Tarragona, 1967) és un professor i director de cinema català. És llicenciat en filologia anglogermànica i té un màster en Producció de Mitjans pel Christ Church University Collage de Canterbury (Anglaterra). El 2001 va dirigir el seu primer curtmetratge, La mirada obliqua, que va ser nominat al Goya al millor curtmetratge de ficció, Després de dos curtmetratges més, el 2012 va dirigir el seu primer llargmetratge, Fill de Caín, que fou nominat a nombrosos Premis Gaudí 2013. El 2019 esperava l'estrena de l'adaptació de la novel·la de John Katzenbach El psicoanalista.

## Filmografia
- La mirada obliqua (2001)
- Gloria (2002)
- El legado (2004)
- Fill de Caín (2013)
- El psicoanalista (2019)